# 20342 Трін
20342 Трін (20342 Trinh) — астероїд головного поясу, відкритий 21 квітня 1998 року.
Тіссеранів параметр щодо Юпітера — 3,334.